# اسبانکن
اسبانکن (انگلیسی: Sbanken) شرکت خدمات مالی و بانکداری نروژی است، که در سال ۲۰۰۰ توسط شرکت اسکاندیا تأسیس شد.